# Kako d'Akishino
Pour les articles homonymes, voir Kako.
Kako d'Akishino (秋篠宮 佳子 内親王 殿下, Akishino-no-miya Kako naishinnō denka), née le 29 décembre 1994 à l'hôpital de la Maison impériale dans les jardins du Kōkyo dans l'arrondissement de Chiyoda à Tōkyō, est la seconde fille du prince Fumihito, héritier présomptif de la Couronne japonaise, et de la princesse Kiko d'Akishino, la petite-fille de l'empereur Akihito et de l'impératrice Michiko ainsi que la nièce de l'actuel empereur du Japon, Naruhito. À ce titre, elle est membre de la famille impériale du Japon sans toutefois faire partie, sous le régime de la loi de la maison impériale de 1947, de l'ordre de succession au trône du Chrysanthème.
Elle a reçu, comme tous les enfants de la famille impériale, au septième jour après sa naissance, le 4 janvier 1995, en même temps que son nom, un emblème personnel (お印, o-shirushi) : hibiscus de mer (ゆうな, Yūna).
Elle a une sœur aînée, Mako, et un frère cadet, le prince Hisahito.

## Éducation et passions
Comme tous les membres de la famille impériale depuis 1877, la princesse Kako a fait sa scolarité jusqu'au lycée au sein de la Compagnie scolaire privée Gakushūin. En 2013 elle est entrée dans l'Université de Gakushuin, mais elle l'a quitée en août 2014 pour rejoindre l'ICU à la rentrée de mai 2015. Elle a séjourné un mois au Massachusetts durant l'été 2013. À partir de septembre 2017, elle participe à un programme d'échange d'un an avec l'Université de Leeds.
La princesse Kako pratique le patinage artistique en compétition, et a remporté le Trophée du Printemps dans cette discipline en mars-avril 2007, et confectionne des objets de tissu et en macramé.
Elle voyage pour la première fois à l'étranger en 2003, avec ses parents et sa sœur, lors d'un séjour estival en famille en Thaïlande.

## Titres et honneurs

### Titulature
- 29 décembre 1994 – aujourd'hui : Son Altesse Impériale la princesse Kako d'Akishino (naissance)

## Distinctions
- Grand-croix de l'ordre de la Couronne précieuse (29 décembre 2014).